# Vườn quốc gia Rakiura
Vườn quốc gia Rakiura là một vườn quốc gia của New Zealand, trên đảo Stewart. Vườn quốc gia này được chính thức mở cửa từ ngày 9 tháng 3 năm 2002. Đây là vườn quốc gia thứ 14 của New Zealand. Nó có diện tích là 1.570 km², tức khoảng 85% diện tích của đảo Stewart - đảo lớn thứ ba của New Zealand. Trong vườn có khu thị trấn quanh Half Moon Bay (Oban), một số đường lộ cũng như các đất đai do người Maori sở hữu.
Phổ biến nhất trong Rakiura là hoạt động nằm theo dõi các loài động vật. Nhiều loài chim bản địa có thể được tìm thấy tại đây, và Rakiura cung cấp có lẽ là nơi tốt nhất tại New Zealand để quan sát loài Kiwi. Đây là một phần do sự vắng mặt của những con Chồn ermine và chồn sương. Một số khu vực ven biển của vườn quốc gia được biết đến là khu vực sinh sản cho loài Chim cánh cụt mắt vàng, một loài đang đứng bên bờ vực của sự tuyệt chủng.

## Liên kết ngoài

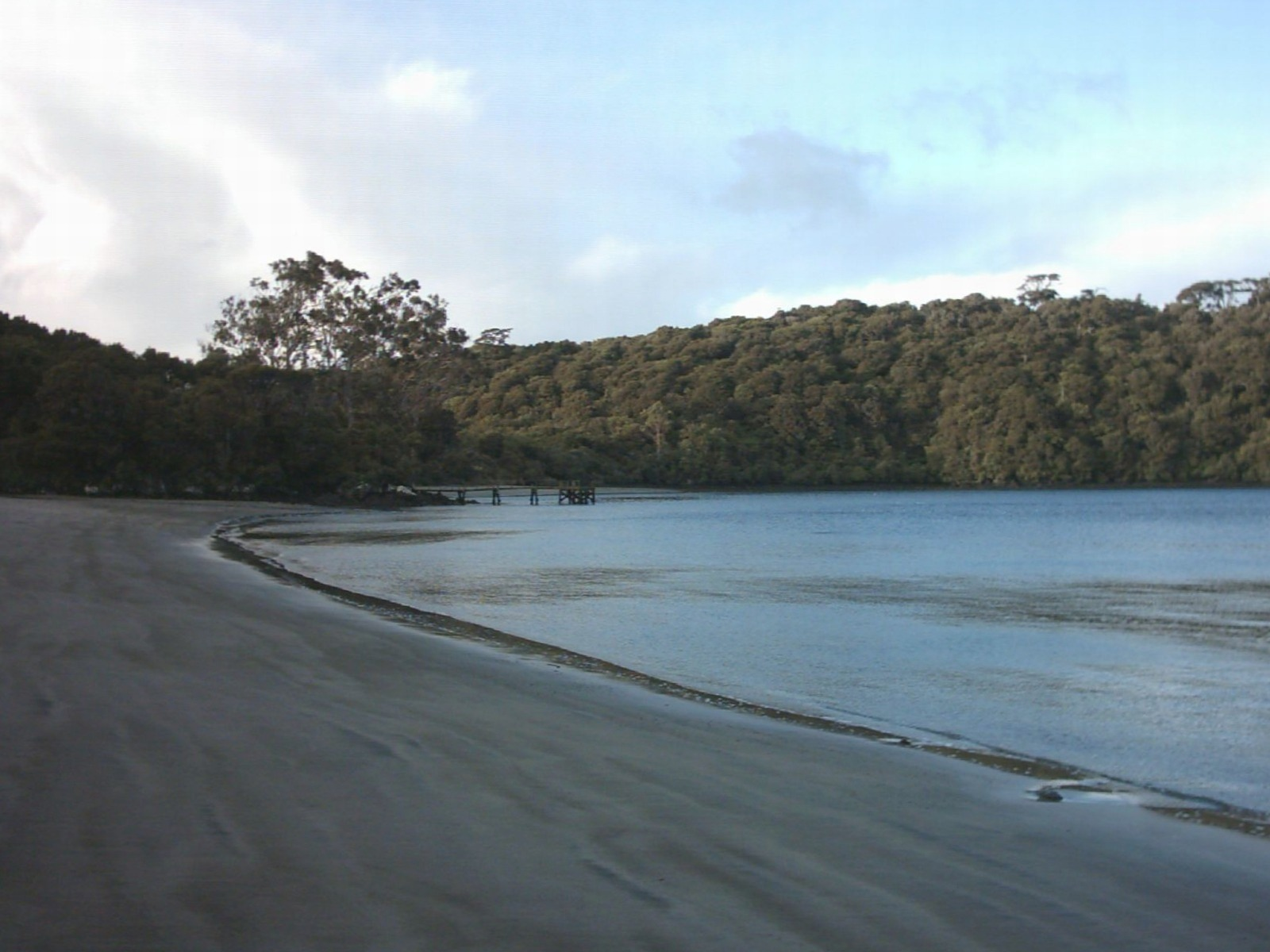
Gần cảng William Hut, bờ biển phía nam.